# Seconds Analytiques
Pour les articles homonymes, voir Analytique.
Les Seconds Analytiques ou Analytiques postérieurs sont un ouvrage d'Aristote et constituent le quatrième livre de l'Organon (selon la classification des commentateurs antiques et médiévaux), et la seconde partie des Analytiques. Ils traitent, non plus comme les Premiers Analytiques, du syllogisme en général, mais d'un type particulier de syllogisme, le « syllogisme scientifique », ou démonstration. « La démonstration est une sorte de syllogisme. » La science y est présentée comme un système déductif.

## Contenu
Connaître, c'est connaître la cause, c'est-à-dire le « pourquoi » d'une chose. Dans la démonstration, les prémisses doivent être « vraies, premières, immédiates, plus connues que la conclusion, antérieures à elles et causes de la conclusion » (I, 2, 71 b 21). À côté des principes communs que sont les lois logiques de non-contradiction et de tiers-exclu, Aristote soutient que chaque science a ses propres principes. « Toute science démonstrative tourne autour de trois choses : les choses dont on pose qu'elles sont, les notions communes qu'on appelle axiomes, notions premières à partir desquelles on démontre, et, troisièmement, les propriétés, dont on admet que chacune signifie » (I, 10, 76 b 13).
Aristote expose le déroulement de la science : « On cherche quatre choses : le fait, le pourquoi, si c'est et ce que c'est » (II, 1, 89 b 24).

### Texte
- Seconds analytiques, trad. J. Barthélémy Saint-Hilaire
- Seconds analytiques, trad. J. Tricot, Vrin, 1962
- Seconds Analytiques. Organon IV, trad. P. Pellegrin, Garnier-Flammarion, 2005

### Études
- Jacques Brunschwicg, "L'objet et la structure des Seconds Analytiques d'après Aristote", in E. Berti, Aristotle on Science, Padoue, 1978, p. 61-96.
- J. Barnes, « Aristotle's theory of demonstration », Phronesis, 14 (1969), p. 123-152.
- David Ross, Aristote (1923), trad., Publications Gamma, 1971, p. 14, 57-68.